# Secrets de Fátima
Pour les articles homonymes, voir Fatima.

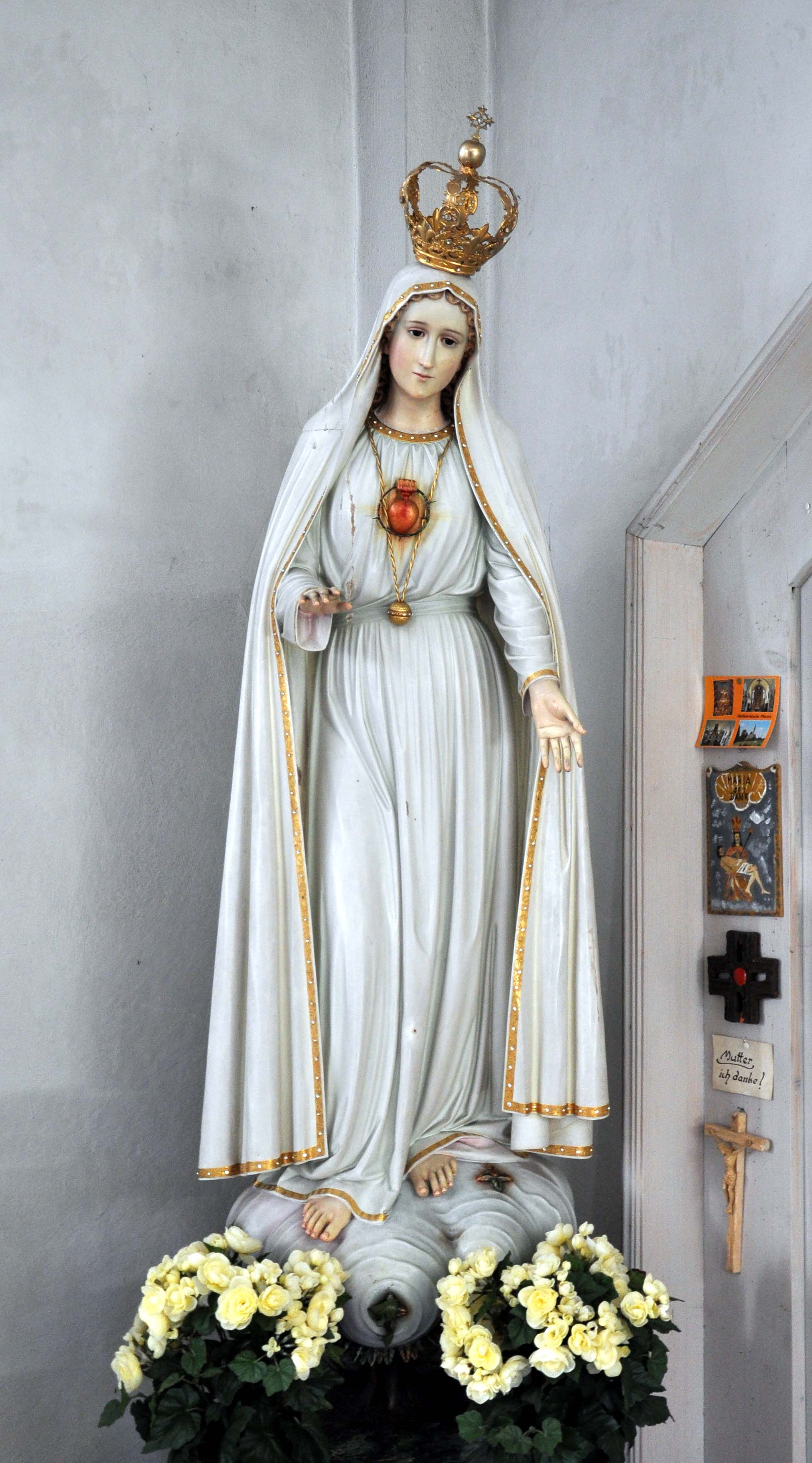
Statue de Notre-Dame de Fátima.

Les secrets de Fátima sont trois révélations, ou visions, qui auraient été adressées en 1917 par la Vierge Marie à Lúcia dos Santos et à ses cousins Jacinta et Francisco Marto dans la petite ville de Fátima au Portugal. Le terme des trois secrets de Fátima est régulièrement utilisé, mais il s'agit en fait des trois parties d'une unique révélation (ou vision) en date du 13 juillet 1917, révélation que la Vierge Marie aurait demandé de ne pas divulguer immédiatement. La Vierge Marie telle qu'elle serait apparue est généralement désignée sous le nom de Notre-Dame de Fátima.
En juillet-août 1941, rédigeant son troisième Mémoire sur les apparitions, Lúcia dos Santos (devenue sœur Lucie) précise, pour la première fois, que ce secret comprend trois éléments différents : « Le secret comprend trois choses distinctes, écrit-elle, et j’en dévoilerai deux ». Les deux premiers secrets sont officiellement publiés en 1941, le troisième n'est révélé qu'en l'an 2000 par le pape Jean-Paul II.
Le dernier secret est celui qui a fait couler le plus d'encre, aussi bien avant sa révélation, qu'après. Si l’Église catholique ne voit dans ce message qu'une référence à des événements passés (au moment de la révélation en l'an 2000), cet avis est contesté. Une longue explication théologique a été donnée par le cardinal Ratzinger, alors préfet de la Congrégation pour la doctrine de la foi. Son texte donne les critères de discernement d'une vision pour l’Église, ainsi que l'interprétation des éléments de cette vision dans la foi chrétienne. Cependant, plusieurs voix contestent tant l'interprétation du message que son contenu. La contestation se fait, suivant les personnes, sur l'authenticité du message (le message publié ne serait pas celui rédigé par sœur Lucie), sur son contenu (une partie du message aurait été cachée), ou son interprétation (la vision ferait référence à des événements futurs et non passés).
Le mystère sur ces visions gardées secrètes durant des décennies (près d'un siècle pour la dernière), ainsi que la crainte de révélations apocalyptiques ont amené de nombreuses publications, et même des films, basés sur ces révélations et leurs contenus, ou sur des contenus supposés.

## Le secret
D'après Lúcia dos Santos, ces secrets ont été confiés par la Vierge Marie lors de l'apparition à Fátima le 13 juillet 1917. Toujours d'après Lucie, la seule survivante des trois enfants à avoir communiqué le contenu de ces « secrets », c'est la Vierge Marie elle-même qui aurait demandé de garder secrètes ces révélations privées durant un temps, (comme l'a évoqué le pape Jean-Paul II lors de l'audience du 17 mai 2000). Le « secret de Fatima » est constitué de trois parties : deux visions et un message vocal donné par la Vierge. C'est pourquoi il est communément évoqué les « trois secrets de Fatima » et en particulier le « troisième secret de Fatima » car celui-ci, révélé tardivement, a entraîné de nombreux débats avant et après sa divulgation.

### Révélation des secrets

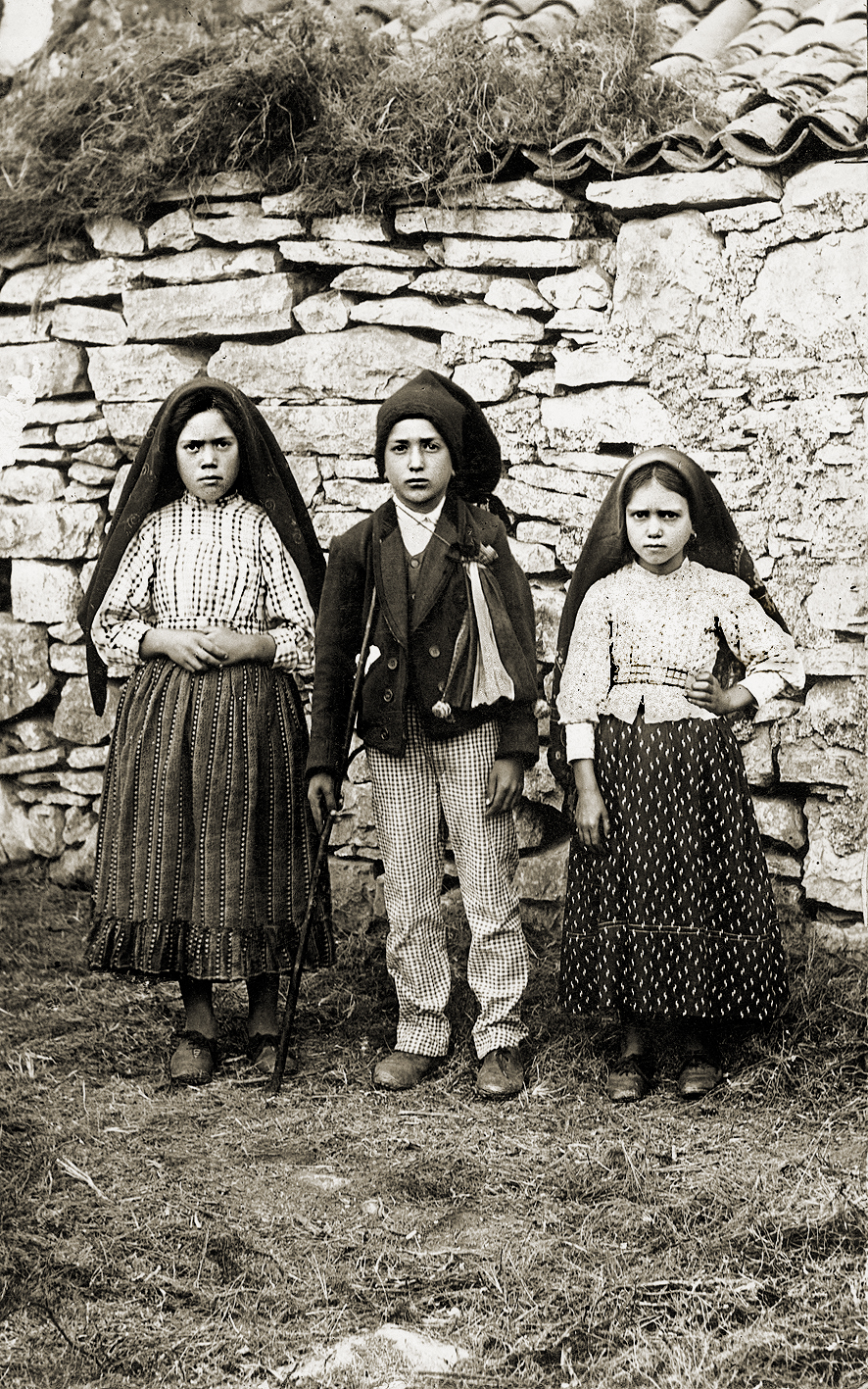
Les trois enfants de Fatima (de gauche à droite : Lucie, Francisco et Jacintha).

D'après le Cardinal Bertone, après les apparitions de la Vierge, les enfants gardent tout en mémoire, et Lucie, dernier témoin survivant, n’accepte de communiquer le contenu de ces secrets qu'après en avoir reçu l'ordre de son évêque (de Leiria), « et avec la permission de Notre-Dame »,.
Dans son Troisième Mémoire du 31 août 1941 adressé à l'évêque de Leiria-Fatima, sœur Lucie relate le premier secret. Dans son quatrième mémoire daté du 8 décembre 1941, Lucie reprend la première révélation et y ajoute la seconde révélation. La troisième partie du « secret » est écrite sur l'ordre « de Son Excellence l'évêque de Leiria et de la Sainte Mère » le 3 janvier 1944 à Tui. Elle est rédigée sur une lettre à part, puis mise dans une enveloppe scellée, sur laquelle sœur Lucie écrit que cette lettre « ne peut être ouverte seulement qu'après 1960 »,,. La lettre est remise à l'évêque de Leiria-Fatima de l'époque. Lucie indique que seul le patriarche de Lisbonne ou l'évêque de Leiria sont autorisés à l'ouvrir après cette date. L'enveloppe scellée est d'abord gardée par l'évêque de Leiria. Puis, pour mieux conserver le « secret », l'enveloppe est remise le 4 avril 1957 aux Archives du Vatican. L'évêque de Leiria prévient sœur Lucie de ce transfert du document.
Le 17 août 1959, le père Pierre-Paul Philippe, commissaire du Saint-Office, porte au pape Jean XXIII l'enveloppe contenant le troisième secret de Fatima. Mais le pape lit le texte et, « après certaines hésitations », choisit de ne pas le publier. Paul VI, le 27 mars 1965, lit le contenu de la lettre (avec le substitut, Mgr Angelo Dell'Acqua), puis renvoie l'enveloppe aux Archives du Vatican, décidant lui aussi de ne pas publier le texte,.
Après la tentative d'assassinat de Jean-Paul II du 13 mai 1981, le pape Jean-Paul II demande l'enveloppe contenant la troisième partie du secret. Le cardinal Franjo Šeper, préfet de la Congrégation pour la doctrine de la foi, remet le 18 juillet 1981 deux enveloppes : l'une blanche, avec le texte original de sœur Lucie en langue portugaise, et l'autre de couleur orange, avec la traduction du texte en langue italienne. Le 11 août suivant, les deux enveloppes sont remises aux Archives du Saint-Office.
En avril 2000, Lucie confirme au cardinal Bertone que la lettre et le texte du « troisième secret » sont bien ceux qu'elle a rédigés en janvier 1944 et que ce texte est « complet ». Le 26 juin 2000, le Vatican publie officiellement la troisième et dernière partie du secret, livrant sa traduction ainsi qu'une copie de la lettre originale rédigée par sœur Lucie,, et un « commentaire théologique » effectué par le cardinal Joseph Ratzinger, dans le but « d'éviter une interprétation sensationnaliste du texte révélé »,.

### Les trois parties

#### Première partie

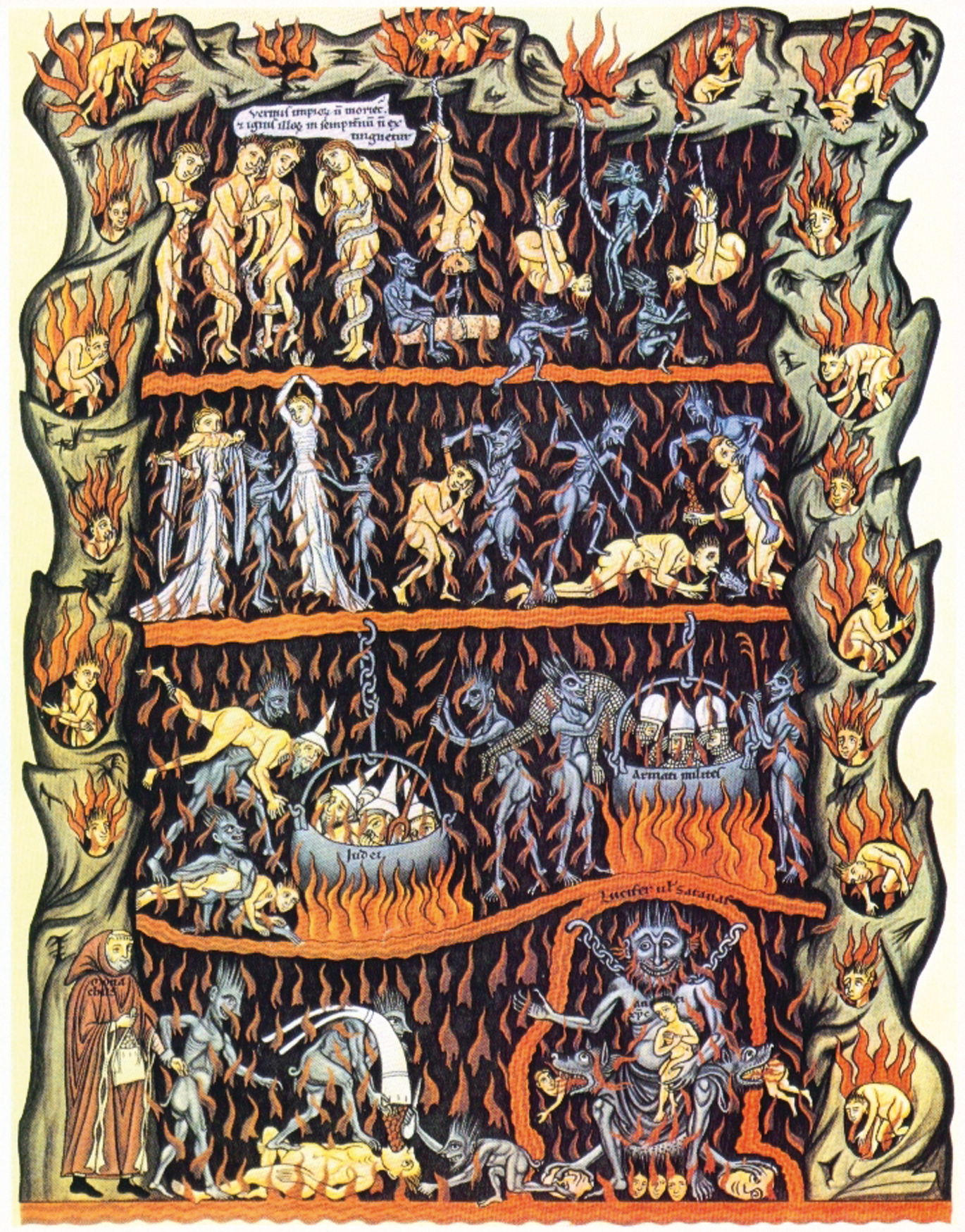
Représentation de l'enfer dans lHortus deliciarum de Herrade de Landsberg (autour de 1180).

La première partie, rédigée en août 1941, est une vision de l'enfer.

« La première [partie] fut la vision de l'Enfer. Notre Dame nous montra une grande mer de feu, qui paraissait se trouver sous la terre et, plongés dans ce feu, les démons et les âmes, comme s'ils étaient des braises transparentes, noires ou bronzées, avec une forme humaine. Ils flottaient dans cet incendie, soulevés par les flammes, qui sortaient d'eux-mêmes, avec des nuages de fumée. Ils retombaient de tous côtés, comme les étincelles retombent dans les grands incendies, sans poids ni équilibre, avec des cris et des gémissements de douleur et de désespoir qui horrifiaient et faisaient trembler de frayeur. Les démons se distinguaient par leurs formes horribles et dégoûtantes d'animaux épouvantables et inconnus, mais transparents et noirs. Cette vision dura un moment, grâce à notre bonne Mère du Ciel qui auparavant nous avait prévenus, nous promettant de nous emmener au Ciel (à la première apparition). Autrement, je crois que nous serions morts d'épouvante et de peur.

Puis nous avons levé les yeux vers Notre Dame qui nous a dit si gentiment et si tristement : vous avez vu l'enfer où vont les âmes des pauvres pécheurs, pour les sauver, Dieu veut établir dans le monde la dévotion à mon Cœur immaculé. Si l'on fait ce que je vais vous dire, beaucoup d'âmes seront sauvées et il y aura la paix,. »

#### Deuxième partie
Cette partie, rédigée en décembre 1941, concerne une révélation privée faite oralement par la Vierge aux trois enfants. Ce secret concerne la Russie et la consécration de la Russie au Cœur immaculé de Marie, ainsi que la dévotion des premiers samedis.

« La guerre va finir. Mais si l'on ne cesse d'offenser Dieu, sous le pontificat de Pie XI en commencera une autre pire encore. Lorsque vous verrez une nuit illuminée par une lumière inconnue, sachez que c'est le grand signe que Dieu vous donne, qu'Il va punir le monde de ses crimes par le moyen de la guerre, de la faim et des persécutions contre l'Église et le Saint-Père. Pour empêcher cette guerre, je viendrai demander la consécration de la Russie à mon Cœur immaculé et la communion réparatrice des premiers samedis. Si on accepte mes demandes, la Russie se convertira et on aura la paix ; sinon elle répandra ses erreurs à travers le monde, provoquant des guerres et des persécutions contre l'Église. Les bons seront martyrisés, le Saint-Père aura beaucoup à souffrir, diverses nations seront détruites. À la fin, mon Cœur immaculé triomphera. Le Saint-Père me consacrera la Russie, qui se convertira, et il sera concédé au monde un certain temps de paix. Au Portugal se conservera toujours le dogme de la Foi, etc., »

#### Troisième partie
La troisième partie, rédigée en janvier 1944, se présente comme une vision allégorique, susceptible de diverses interprétations. Jean-Paul II s'y est référé explicitement après l'attentat dont il a été victime sur la place Saint-Pierre.

« Après les deux parties que j'ai déjà exposées, nous avons vu sur le côté gauche de Notre Dame, un peu plus en hauteur, un Ange avec une épée de feu dans la main gauche ; elle scintillait et émettait des flammes qui, semblait-il, devaient incendier le monde ; mais elles s'éteignaient au contact de la splendeur qui émanait de la main droite de Notre Dame en direction de lui ; l'Ange, indiquant la terre avec sa main droite, dit d'une voix forte : "Pénitence ! Pénitence ! Pénitence !"

Et nous vîmes dans une lumière immense qui est Dieu : « Quelque chose de semblable à la manière dont se voient les personnes dans un miroir quand elles passent devant » un évêque vêtu de blanc, « nous avons eu le pressentiment que c'était le Saint-Père ».
[Nous vîmes] divers autres évêques, prêtres, religieux et religieuses monter sur une montagne escarpée, au sommet de laquelle il y avait une grande croix en troncs bruts, comme s'ils étaient en chêne-liège avec leur écorce ; avant d'y arriver, le Saint-Père traversa une grande ville à moitié en ruine et, à moitié tremblant, d'un pas vacillant, affligé de souffrance et de peine, il priait pour les âmes des cadavres qu'il trouvait sur son chemin ; parvenu au sommet de la montagne, prosterné à genoux au pied de la grande croix, il fut tué par un groupe de soldats qui tirèrent plusieurs coups avec une arme à feu et des flèches ; et de la même manière moururent les uns après les autres les évêques et les prêtres, les religieux et religieuses et divers laïcs, hommes et femmes de classes et de catégories sociales différentes.
Sous les deux bras de la croix, il y avait deux Anges, chacun avec un arrosoir de cristal à la main, dans lequel ils recueillaient le sang des Martyrs et avec lequel ils irriguaient les âmes qui s'approchaient de Dieu,. »

### Interprétation du secret par l’Église catholique

#### Définition théologique des «révélations privées»

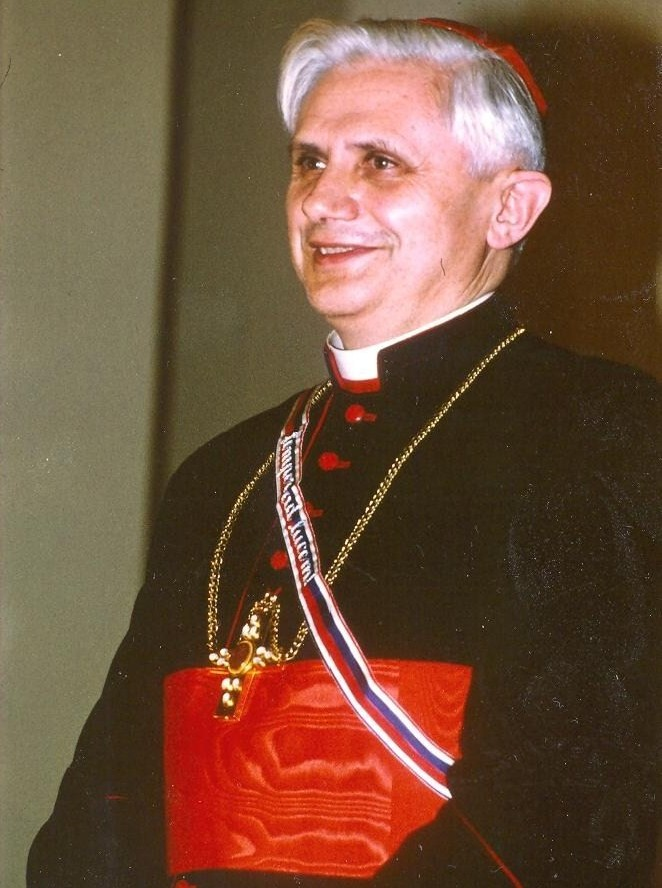
Le cardinal Joseph Ratzinger, préfet de la Congrégation pour la doctrine de la foi en 2000.

Le Catéchisme de l'Église catholique affirme : « Au fil des siècles, il y a eu des révélations dites « privées », dont certaines ont été reconnues par l'autorité de l'Église. […] Leur rôle n'est pas […] de « compléter » la Révélation définitive du Christ, mais d'aider à en vivre plus pleinement à une certaine époque de l'histoire ». Ainsi, pour l’Église, écrit le cardinal Joseph Ratzinger dans un communiqué officiel de l'Église catholique, « la révélation privée est une aide pour la foi », permettant de comprendre et de mieux vivre l'Évangile à l'heure actuelle. Ainsi, pour le cardinal si cette « aide offerte » ne doit pas être négligée, il n'est nullement obligatoire d'y recourir.
Ratzinger précise que le « critère pour la vérité et pour la valeur d'une révélation privée est son orientation vers le Christ lui-même ». Ce type de message est crédible uniquement s'il renvoie « à l'unique révélation publique » qui est Jésus-Christ. Il ajoute que dans les révélations privées reconnues par l'Église (et donc aussi dans celle de Fatima) leur but est de nous aider à comprendre les signes des temps et à trouver pour eux la juste réponse dans la foi. Il ajoute : Interpréter les signes des temps à la lumière de la foi signifie « reconnaître la présence du Christ en tout temps ».
Toujours selon le cardinal, « les visions ne décrivent pas de manière photographique les détails des événements à venir, mais résument et condensent sur un même arrière-plan des faits qui se répartissent dans le temps en une succession et une durée qui ne sont pas précisées ». Ainsi, pour l’Église, les visions sont un condensé « de temps et d'espace en une image unique » qui, en règle générale, ne peuvent être déchiffrées qu'a posteriori. C'est pourquoi les éléments visuels de la vision n'ont pas un sens historique concret : c'est la vision dans son ensemble qui compte, et celle-ci ne peut être comprise qu'après coup.

#### Interprétation des premiers secrets

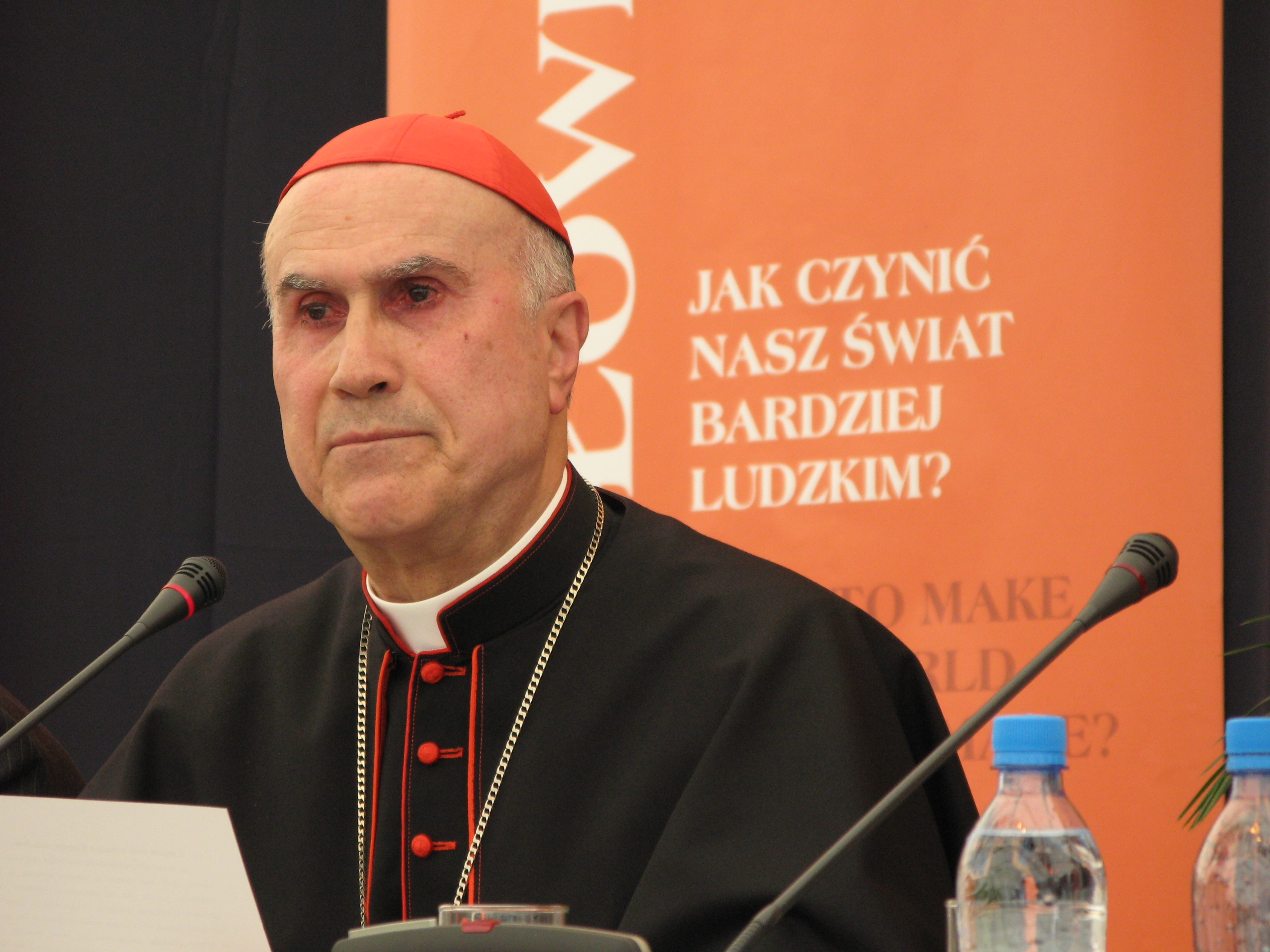
Le Cardinal Bertone en 2007.

D'après le cardinal Bertone, les deux premiers secrets, dévoilés depuis longtemps, ne posent pas de problème d'interprétation et « concernent avant tout la vision épouvantable de l'enfer, la dévotion au Cœur immaculé de Marie, la Deuxième Guerre mondiale, ainsi que la prédiction des très graves dommages que la Russie, abandonnant la foi chrétienne et adhérant au totalitarisme communiste, devait apporter à l'humanité ».
Si, d'après le cardinal Ratzinger, les enfants ont fait l'expérience d'une vision de l'enfer pendant « un instant terrible », le but de cette vision était de leur permettre de (ou les aider à) « sauver les âmes des pécheurs ». La dévotion au Cœur immaculé de Marie (dont il est question à la fin du second secret), est pour le cardinal « une façon de s'approcher du comportement de ce cœur » de Marie où le « oui » à Dieu devient le centre transformant de l’existence chrétienne. Il ajoute : ce cœur, parvenu à une parfaite unité intérieure, « voit Dieu ».
Enfin, le cardinal Ratzinger ajoute que dans un échange avec sœur Lucie (la dernière voyante en vie), celle-ci lui avait affirmé « qu'il lui apparaissait toujours plus clairement que le but de toutes les apparitions a été de faire croître toujours plus [les chrétiens] dans la foi, dans l'espérance et dans la charité ».

#### Le «troisième secret»

##### Interprétation par la voyante

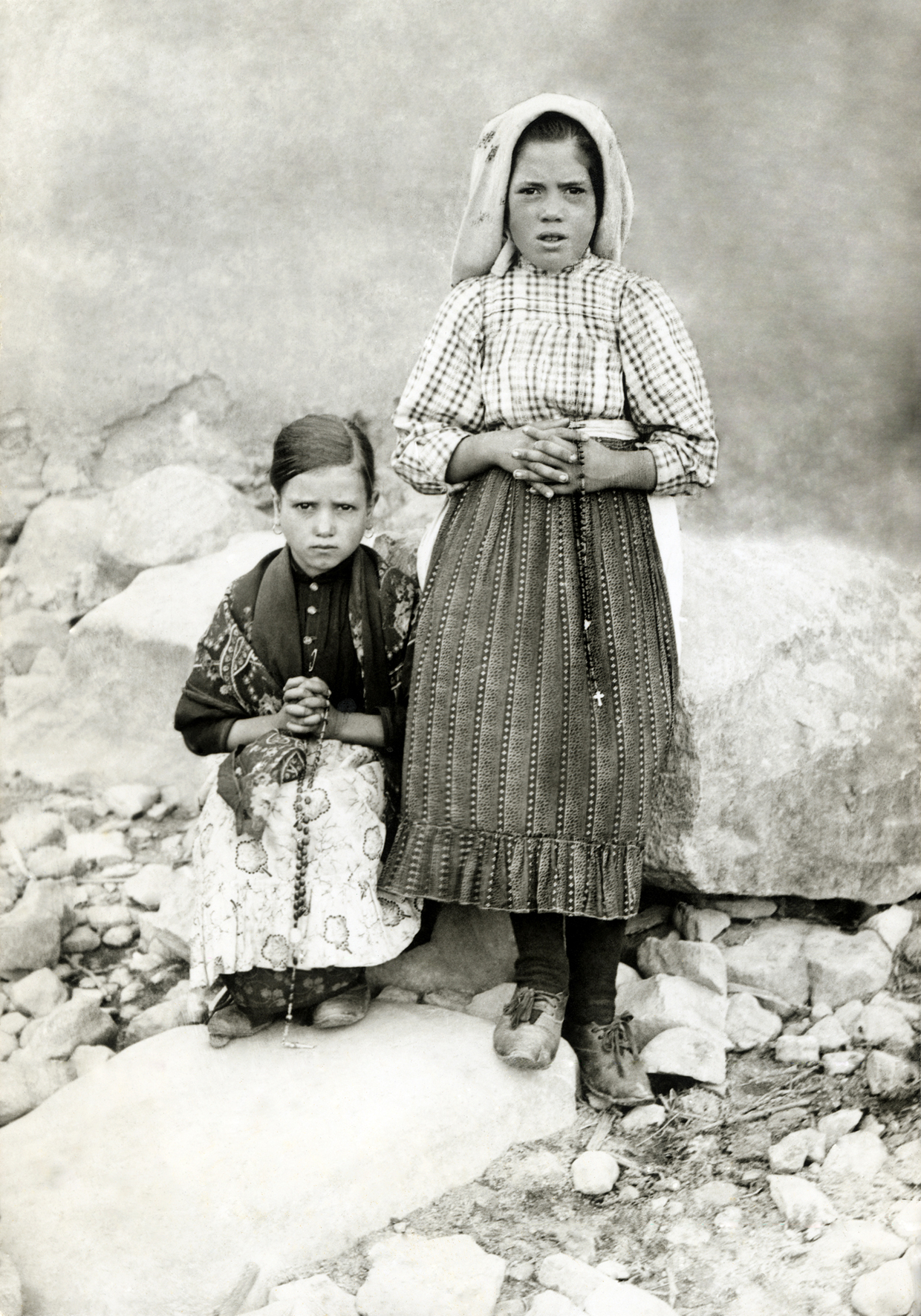
Lucie dos Santos, debout à gauche de sa cousine Jacinta Marto.

Selon sœur Lucie, qui écrit au pape Jean-Paul II le 12 mai 1982, « la troisième partie du secret se réfère aux paroles de Notre-Dame : "Sinon la Russie répandra ses erreurs à travers le monde, favorisant guerres et persécutions envers l'Église. Les bons seront martyrisés, le Saint-Père aura beaucoup à souffrir, diverses nations seront détruites" ». La religieuse défend l'idée que la vision contenue dans la troisième partie du secret est « une révélation symbolique, qui se réfère à cette partie du message ». Pour elle, cette vision est « conditionnée par le fait que nous acceptions » la demande de la Vierge de consacrer la Russie à son Cœur Immaculé. Sœur Lucie conclut que « comme nous n'avons pas tenu compte de cet appel du message, nous constatons qu'il s'est réalisé ». Dans sa lettre au pape, elle précise que ce n'est pas Dieu qui a « puni le monde » mais qu'« au contraire, ce sont les hommes qui préparent eux-mêmes leur châtiment. Dans sa sollicitude, Dieu nous avertit et nous incite à prendre le bon chemin, respectant la liberté qu'il nous a donnée ; c'est pourquoi les hommes sont responsables ».
Le 27 avril 2000, le pape missionne le cardinal Bertone auprès de sœur Lucie pour discuter avec elle de l'interprétation de cette vision. Au cours de cette réunion, « Lucie réaffirme sa conviction que la vision de Fatima concerne avant tout la lutte du communisme athée contre l'Église et les chrétiens, et elle décrit l'immense souffrance des victimes de la foi du XXe siècle ». À la question sur l'identité de « l’évêque vêtu de blanc », elle confirme sa certitude qu'il s'agit du pape, mais sans connaître son identité (qu'il s'agisse de Benoît XV, Pie XII, Paul VI, Jean-Paul II ou d'un autre).

##### Interprétation par le pape

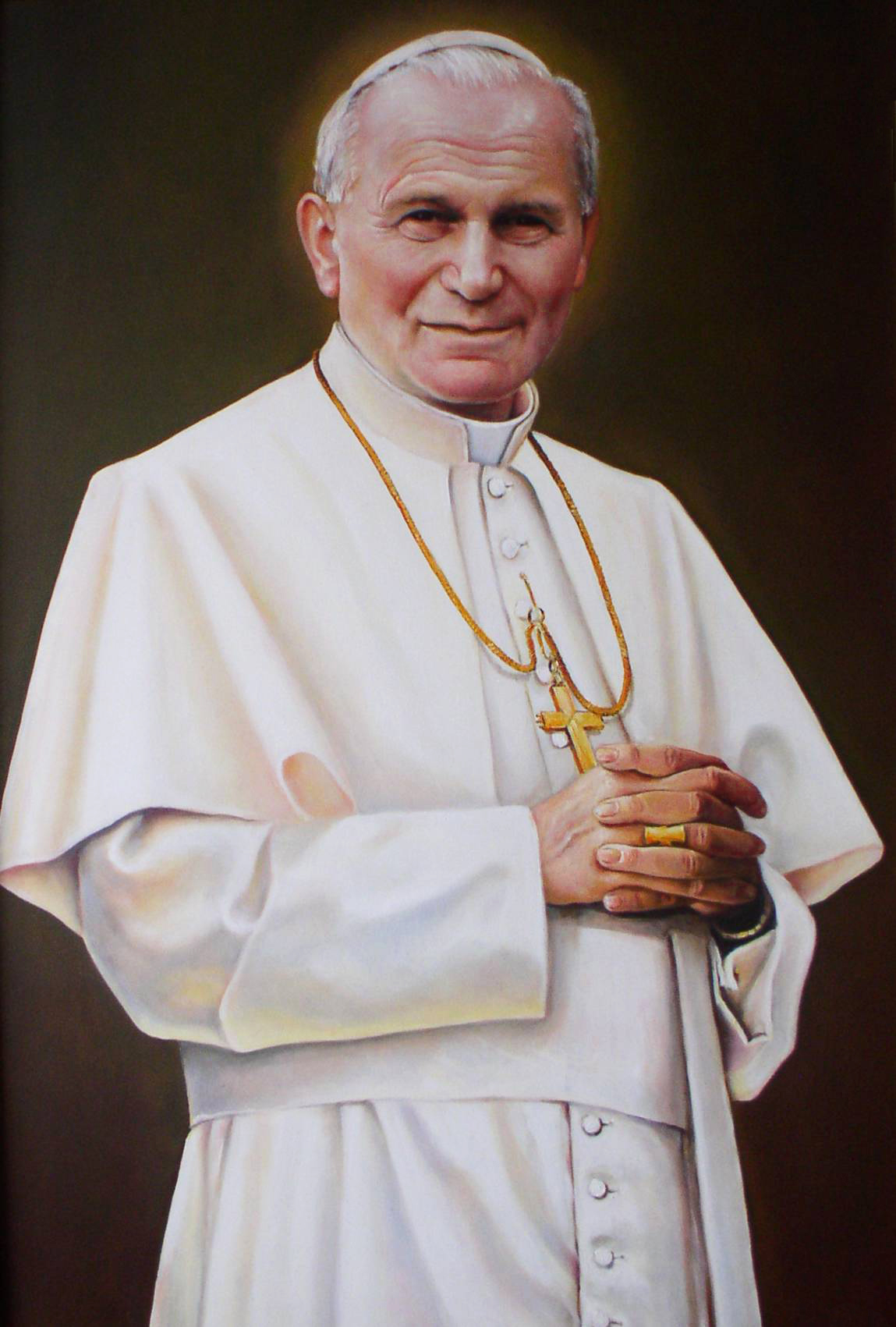
Le pape Jean-Paul II.

À l'occasion de la béatification à Fatima de Francisco et Jacinta Marto, le pape Jean-Paul II fait lire une allocution qui va dans le même sens que l'interprétation de sœur Lucie :
- « Ce texte constitue une vision prophétique comparable à celles de l'Écriture sainte, qui ne décrivent pas de manière photographique les détails des événements à venir, mais qui résument et condensent sur un même arrière-plan des faits qui se répartissent dans le temps en une succession et une durée qui ne sont pas précisées. Par conséquent, la clé de lecture du texte ne peut que revêtir un caractère symbolique. »
- « La vision de Fatima concerne surtout la lutte des systèmes athées contre l'Église et contre les chrétiens. Elle décrit l'immense souffrance des témoins de la foi du dernier siècle du deuxième millénaire. C'est un interminable chemin de croix, guidé par les Papes du XXe siècle. »

Dans le déroulement des événements de l'attentat dont il a été victime, le pape Jean-Paul II voit « une main maternelle (de la Vierge Marie) pour guider la trajectoire du projectile », permettant au « Pape agonisant » de s'arrêter « au seuil de la mort »,, et ainsi évitant que la mort du pape, vue par des enfants de Fatima, ne se réalise jusqu'au bout,,.
Pour le pape, « les situations auxquelles fait référence la troisième partie du secret de Fatima semblent désormais appartenir au passé ». Mais il ajoute : « l'appel de la Vierge de Fatima à la conversion et à la pénitence, lancé au début du XXe siècle, demeure encore aujourd'hui d'une actualité stimulante. L'invitation insistante de la très Sainte Vierge Marie à la pénitence n'est que la manifestation de sa sollicitude maternelle pour le sort de la famille humaine, qui a besoin de conversion et de pardon ».

##### Interprétation de l'Église catholique
Pour l’Église catholique, aucun grand mystère n'est révélé dans une vision ou une révélation privée (ou dans ce 3e secret de Fatima). Dans cette vision « nous voyons l'Église des martyrs du siècle qui s'achève représentée à travers une scène décrite dans un langage symbolique difficile à déchiffrer ». L'interprétation donnée par le Vatican sur les éléments de la vision est la suivante :
- l'ange avec l'épée de feu à la gauche de la Mère de Dieu rappelle des images analogues de l'Apocalypse. Il représente la menace du jugement, qui plane sur le monde. Le cardinal Ratzinger souligne que la perspective d'un monde englouti dans une mer de flammes n'apparaît pas aujourd'hui comme une chose impossible, l'Homme ayant lui-même inventé des armes pouvant le mettre en œuvre[N 6] ;
- la vision montre ensuite la force qui s'oppose au pouvoir de destruction : la splendeur de la Mère de Dieu et l'appel à la pénitence. C'est ainsi qu'est soulignée l'importance de la liberté de l'Homme : l'avenir n'est absolument pas déterminé de manière immuable, et l'image vue par les enfants n'est pas un film d'anticipation de l'avenir auquel rien ne pourrait être changé ;
- la montagne et la ville à moitié en ruines symbolisent le lieu de l'histoire humaine : l'histoire comme une montée pénible vers les hauteurs, l'histoire comme lieu de la créativité et de la convivialité humaines, mais en même temps comme lieu de destructions, par lesquelles l'Homme anéantit l'œuvre de son propre travail. Sur la montagne se trouve la croix : terme et point de référence de l'histoire. Par la croix, la destruction est transformée en salut ; elle se dresse comme signe de la misère de l'histoire et comme promesse pour elle ;
- l'évêque vêtu de blanc[N 7] (le pape), d'autres évêques, des prêtres, des religieux et religieuses, et enfin des hommes et des femmes de toutes classes et toutes catégories sociales ; le pape semble précéder les autres, tremblant et souffrant à cause de toutes les horreurs qui l'entourent : les maisons à moitié détruites, mais aussi les cadavres des morts. C'est la marche de l'Église qui est ainsi décrite comme un chemin de croix, un chemin dans un temps de violence, de destruction et de persécutions. C'est toute l'histoire du XXe siècle qui est un siècle de violences, de deux guerres mondiales, de beaucoup de guerres locales, de souffrances et de persécutions de l'Église, de martyrs sur toute la terre et dans tous les pays ;
- les anges qui « recueillent sous les bras de la croix le sang des martyrs et irriguent ainsi les âmes qui s'approchent de Dieu ». Pour l’Église, « le Sang du Christ et le sang des martyrs doivent être considérés ensemble : le sang des martyrs jaillit des bras de la croix ». Le martyre s'accomplit en solidarité avec la Passion du Christ, et reprenant la citation biblique : « ils complètent pour le Corps du Christ ce qui manque encore à ses souffrances » (Col 1,24). Ainsi, les souffrances des témoins deviennent une force de purification et de renouveau qu'elles transmettent aujourd'hui à l’Église.

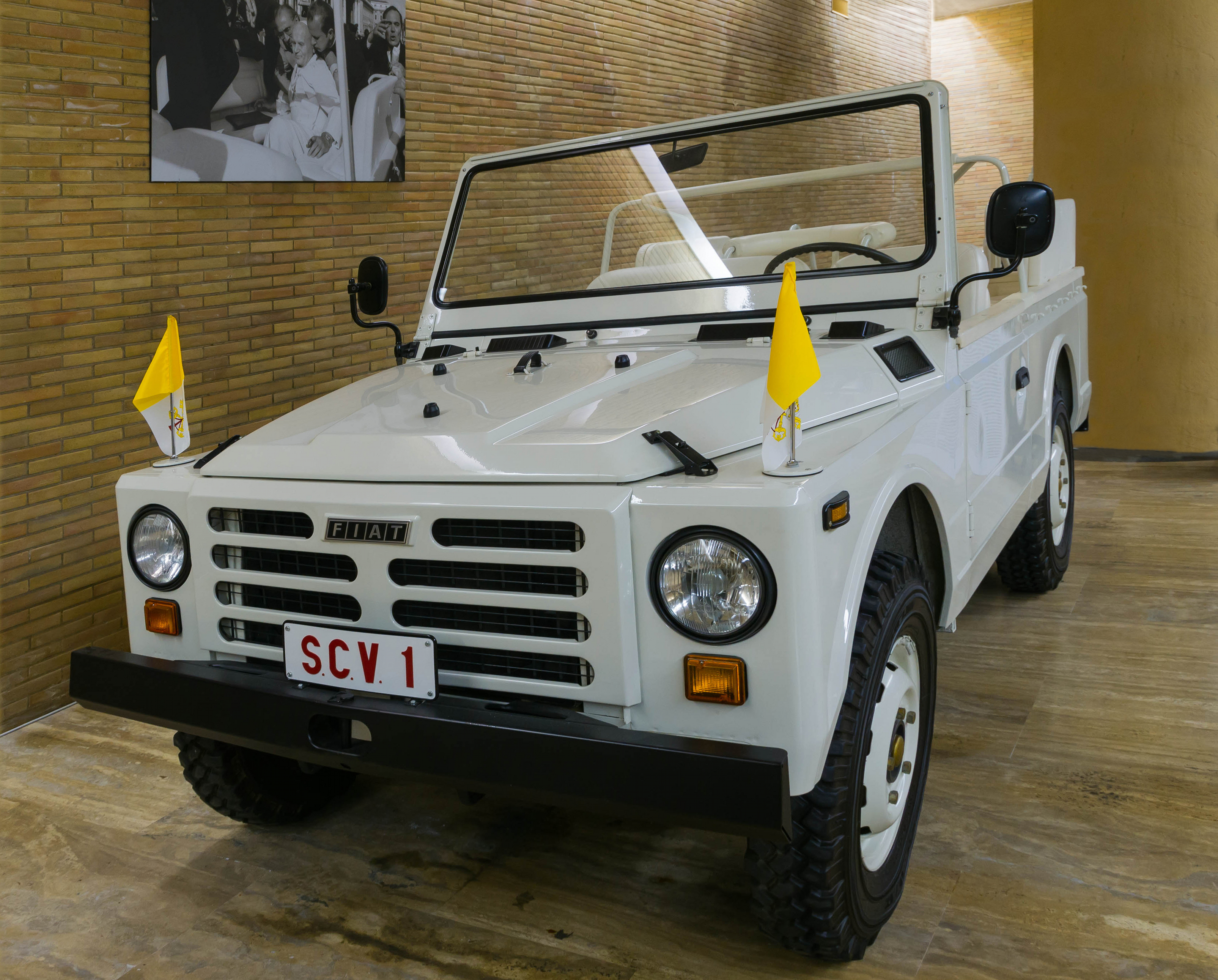
Voiture dans laquelle le pape Jean-Paul II a été victime d'une tentative d'assassinat le 13 mai 1981.

Dans la pénible montée du pape sur la montagne, l’Église voit rassemblés les différents papes qui, depuis Pie X jusqu'au pape Jean Paul II, « ont partagé les souffrances de ce siècle et se sont efforcés d'avancer au milieu d'elles sur la voie qui mène à la croix ». Dans la vision, le pape également est tué sur la voie des martyrs : Jean-Paul, après son attentat du 13 mai 1981, semble y avoir vu une trace de son propre destin. Le pape a ainsi expliqué : « C'est une main maternelle qui guida la trajectoire de la balle et le pape agonisant s'est arrêté au seuil de la mort ». Le Vatican indique que l'interprétation d'une « main maternelle qui dévie la balle mortelle » montre « qu'il n'existe pas de destin immuable, que la foi et la prière sont des puissances qui peuvent influer sur l'histoire »,.
Pour l’Église : « c'est donc une vision consolante qui veut qu'une histoire de sang et de larmes soit perméable à la puissance de guérison de Dieu. Ainsi, toute cette vision se produit afin de faire apparaître la liberté de l'homme et pour l'orienter dans une direction positive. Car le sens de la vision n'est donc pas de montrer un film sur l'avenir irrémédiablement figé, mais l'inverse : mobiliser les forces pour tout changer en bien ». Le cardinal met aussi en garde contre une interprétation de la vision qui verrait dans l'auteur de l'attentat du 13 mai 1981 « un instrument du plan divin, guidé par la Providence », et donc estimerait qu'il n'a pas été libre (et responsable) de ses actes. Pour le cardinal, la vision parle de dangers à venir et de la voie pour en être sauvegardé. C'est pourquoi cette phrase de la Vierge : « Mon Cœur immaculé triomphera » signifie que « le Cœur ouvert à Dieu, purifié par la contemplation de Dieu, est plus fort que les fusils et que les armes de toute sorte ». Il affirme : « Le message de Fatima nous invite à nous fier à cette promesse. »
Enfin, pour l’Église, les événements auxquels fait référence la troisième partie du secret de Fatima « semblent désormais appartenir au passé ». Et Fatima n'offre pas de satisfactions à notre curiosité sur le déroulement de l'avenir, comme du reste en général la foi chrétienne, mais une exhortation à la prière comme chemin pour le « salut des âmes » et, dans le même sens, l'appel à la pénitence et à la conversion.

## Controverses au sujet du secret
S'il y eut peu de controverses concernant les deux premières parties, révélées en 1941, la troisième, qui ne sera révélée que le 26 juin 2000, a fait couler beaucoup d'encre avant même sa publication.

### Controverses avant la publication
En 1960, le Vatican publie un communiqué indiquant que « très probablement, le [troisième] secret resterait, pour toujours, sous le sceau du secret absolu ». Cette annonce entraîne un grand nombre de spéculations sur le contenu du secret, allant  d'« un anéantissement nucléaire du monde à de graves scissions dans l’Église catholique romaine débouchant sur des papautés rivales ».
Le 15 octobre 1963, un journal de Stuttgart, le Neues Europa, publie ce qu'il prétend être le texte véridique de la prophétie,. Le texte, violemment anti-communiste et anti-soviétique, attaque également le concile Vatican II alors en cours et prophétise une « nouvelle grande guerre » d'ici la fin du siècle, avec un scénario cataclysmique et apocalyptique. Pour Joachim Bouflet et Philippe Boutry « ce texte apocryphe, fourmillant d'erreurs historiques qui suffisent à lui ôter tout crédit, n'en connaît pas moins une extraordinaire diffusion » jusqu'à la fin du siècle.
Après la chute du communisme, ce nouveau réseau de groupes et de mouvements[évasif] a trouvé de nouveaux ennemis, dont l'apostasie, la dégénérescence sociale, l'avortement, l'homosexualité, l'euthanasie et la corruption de l'Église et de ses prêtres. Selon Chris Maunder, maître de conférences en théologie et d'études religieuses à l'université York St John : « C'est ainsi qu'a commencé une autre campagne menée par une frange catholique contre le Vatican. […] C'est la recherche de sensationnalisme et de théories du complot qui a donné naissance à de nombreuses publications, dont certaines par de véritables dévots de Fatima, d'autres par des personnes cherchant un bénéfice via une publication de masse ».
Le 2 mai 1981, l'ancien moine trappiste catholique Laurence James Downey détourne le vol 164 de l'Aer Lingus et exige du pape Jean-Paul II qu'il rende public le troisième secret de Fatima.

### Controverses après la publication
La publication du texte a suscité des critiques de la part de certains ecclésiastiques portugais qui auraient préféré que le message fût lu au sanctuaire de Fátima au Portugal où les événements ont eu lieu et non à Rome. Dans son édition du 29 juin 2000, le journal britannique The Times indique que « la révélation de lundi qui n'a pas de prédictions apocalyptiques a provoqué des réactions de colère de l'Église portugaise sur la décision de garder le secret de la prophétie durant un demi-siècle »[source insuffisante].
En 2001, Laurent Morlier publie un ouvrage intitulé Le troisième secret de Fatima publié par le Vatican le 26 juin 2000 est un faux. En voici les preuves... dans lequel il prétend prouver que le document publié en 2000 est un faux. Il « consacre un chapitre entier [..] à « démontrer » qu’en certaines occasions, depuis 1982, une « fausse sœur Lucie » a remplacé la vraie. C’est à cette « fausse sœur Lucie » qu’il faudrait attribuer, notamment, les déclarations sur la consécration de la Russie par Jean-Paul II en 1984 et celles sur le « 3e secret » révélé en 2000. »
Dans un livre publié en 2006, Il quarto segreto di Fatima, dont le contenu est relayé sur des sites et des forums Internet traditionalistes ou sédévacantistes, Antonio Socci, prétend que « les quatre pages » du texte manuscrit du troisième secret publié par le Vatican en 2000 sont « un faux, fabriqué par le Saint-Siège pour glorifier Jean-Paul II et masquer le vrai secret qui reste encore inconnu ». Il affirme que Tarcisio Bertone et Angelo Sodano ont caché une partie importante du message qui parlerait d'une « grande apostasie ». Cette allégation est démentie par l'ancien secrétaire de Jean XXIII, Loris Francesco Capovilla, présent lors de l'ouverture de l'enveloppe contenant le secret : « Il n'y a pas deux vérités au sujet de Fatima et il n'y a pas non plus de quatrième secret. Le texte que j'ai lu en 1959 est le même que celui qui a été rendu public par le Vatican. »
Le 21 mai 2016, le pape émérite Benoît XVI dément de nouvelles rumeurs selon lesquelles une partie du troisième secret n'aurait pas été révélée, et réaffirme que la publication, qu'il a lui-même supervisée en 2000 en tant que préfet de la Congrégation pour la doctrine de la foi, est complète.